# Northrop YB-35
Northrop XB-35 in YB-35 sta bila eksperimentalna strateška bombnika, ki jih je razvijal Northrop  v 1940ih za Ameriške letalske sile. Letali sta bili nekonvencionalne konfiguracije - t. i. "leteče krilo". Ta izvedba naj bi zaradi manjšega zračnega upora omogočala velik dolet, cilj je bil 16000 kilometrov s 4500 kilogramskim bojnim tovorom. 
Na podlagi tega letala so razvili reaktivnega  Northrop YB-49, vendar tudi slednji ni vstopil v serijsko proizvodnjo

## Specifikacije (YB-35)
Splošne karakteristike
- Posadka: 9
- Dolžina: 53 ft 1 in (16,2 m)
- Razpon kril: 172 ft (52,2 m)
- Višina: 20 ft 3 in (6,2 m)
- Površina kril: 4000 ft² (371,6 m²)
- Vitkost: 7,4

Premer trupa: 9 ft 6 in (2,9 m)
- Teža praznega letala: 89300 lb (40590 kg)
- Naložena teža: 180000 lb (81647 kg)
- Maks. vzletna teža: 209000 lb (94802 kg)
- Pogon letala: 2 ×  zvezdasti motorji Pratt & Whitney R-4360-17 in 2× R-4360-21, 3000 KM (2237 kW)  vsak

 Zmogljivost 
- Maks. hitrost: 393 mph (632 km/h)
- Doseg: 8150 milj (13100 km)
- Višina leta: 39700 ft (12100 m)
- Hitrost vzpenjanja: 625 ft/min (3,2 m/s)
- Obremenitev kril: 45 lb/ft² (220 kg/m²)
- Razmerje moč/teža: 0,07 KM/lb (0,11 kW/kg)

Oborožitev

- Strelno orožje: 20 × .50 in (12,7 mm) M3 Browning strojnic
- Bombe: Do 23210 kg